# Euroleon nostras
Euroleon nostras – ciepłolubny gatunek sieciarki z rodziny mrówkolwowatych (Myrmeleontidae) opisany naukowo w 1785 roku pod nazwą Formicaleo nostras. Jest gatunkiem typowym rodzaju Euroleon. Występuje pospolicie w niemal całej Europie. W Polsce jest gatunkiem szeroko rozprzestrzenionym na obszarze całego kraju. 
Długość ciała osobników dorosłych dochodzi do 30 mm, a rozpiętość ich skrzydeł do 70 mm.

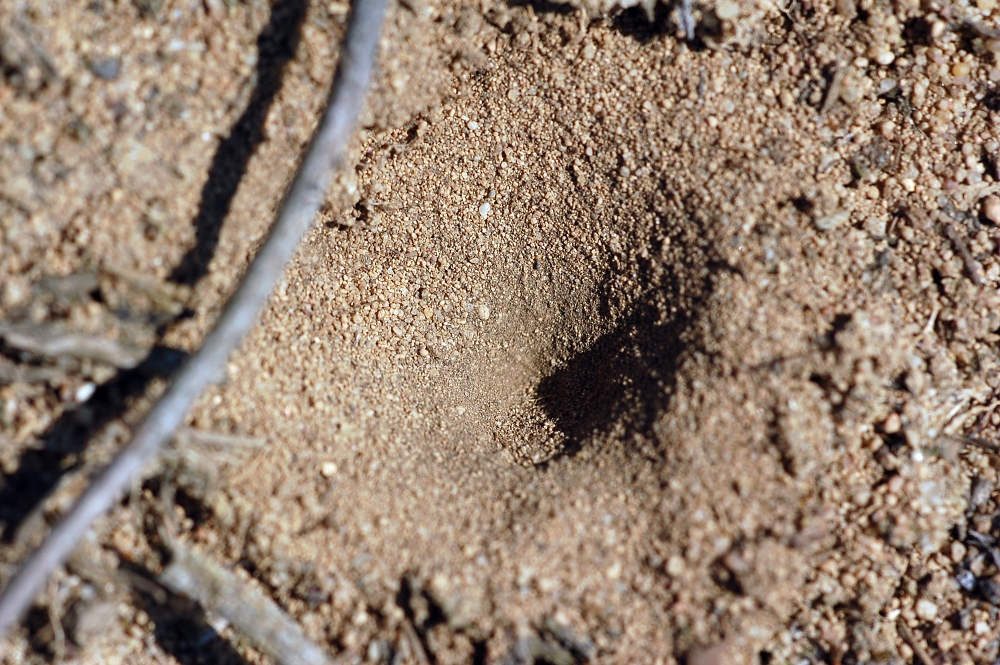
Po sypkich krawędziach takiej pułapki ofiara zsuwa się wprost ku oczekującej na dnie, przysypanej piaskiem drapieżnej larwie

Larwy budują w piasku stożkowate pułapki, na dnie których wyczekują na ofiarę, podobnie jak to robią larwy z rodzaju Myrmeleon. 
W stadium larwalnym żywią się drobnymi stawonogami. Dokładne badania nad czynnikami wpływającymi na skuteczność w zdobywaniu pokarmu przez larwy E. nostras przeprowadzili Devetak i inni. 
Osobniki dorosłe są aktywne w nocy. Polują siedząc na gałązkach, z rozstawionymi nogami. Żyją kilkadziesiąt dni. 
E. nostras należą do nielicznych owadów (podobnie jak ważki, których samice składają jaja do wody), u których postać dorosła może paść ofiarą postaci larwalnej. Dzieje się tak czasami podczas składania przez samice jaj do piasku.